# Kingdom Come: Deliverance II
Kingdom Come: Deliverance II — компьютерная игра в жанре action/RPG, разработанная чешской студией Warhorse Studios и выпущенная компанией Deep Silver для Windows, PlayStation 5 и Xbox Series X/S. Сюжет проекта продолжает историю, начатую в первой части, с новыми персонажами и захватывающими событиями. Релиз состоялся 4 февраля 2025 года.

## Игровой процесс
Kingdom Come: Deliverance II является ролевой игрой в открытом мире и прямым продолжением Kingdom Come: Deliverance. По заявлению разработчиков, мир игры по сравнению с оригинальной игрой был увеличен в два раза.
Помимо холодного оружия, присутствовавшего в первой части, в KCD II протагонист может использовать арбалеты и раннее огнестрельное оружие.
В игру была добавлена система репутации. Действия игрока будут влиять на отношение неигровых персонажей, от чего, в свою очередь, может зависеть успех некоторых квестов. Если Индржих станет злостно нарушать законы и совершит особо тяжкие преступления, он будет прилюдно казнён на виселице, в чём заключается секретная концовка.
Разработчики обещают около пяти часов катсцен, в то время как в первой игре их протяжённость составляла примерно два-три часа. Старший геймдизайнер Ондржей Биттнер объяснил, что в отличие от Elden Ring, где была сложная боевая система и требовалась высокая подготовка игроков, Kingdom Come: Deliverance II «довольно приветлива» для всех вне зависимости от времени, затраченного на прохождение и предлагает уникальное приключение наряду с охотой на бандитов и расследованием краж. В хардкорном режиме можно будет ориентироваться по звёздам, для чего авторы использовали точную карту неба начала лета 1403 года.

## Сюжет
Действие разворачивается в XV веке в Богемии. Главным героем, как и в первой части игры, остается Индржих из Скалицы, который выступает против короля Венгрии Сигизмунда, чтобы отомстить за гибель родителей.
Индржих и Птачек со своим отрядом отправляются в замок Троски с целью отправить послание пану Бергову для заключения с ним потенциального союза против Сигизмунда. По пути они попадают в засаду разбойников и теряют послание. В процессе побега оба получают ранения и чуть не погибают, но приходят ночью к хижине с травницей, которая спасает и выхаживает их. После непродолжительного лечения герои направляются в замок, однако их туда не пускают по той причине, что они выглядят не как шляхтичи, а как бродяги. Далее их пути расходятся в связи с конфликтом и взаимными обвинениями. На этом заканчивается пролог и начинается свободное исследование открытого мира.
Индро узнаёт, что Бергов собирается присутствовать на местной свадьбе, после чего решает попасть туда и встретиться с паном, хотя последний на празднество так и не является. В конечном итоге на свадьбе начинается драка и героев бросают в темницу Тросок. Там Птачеку предъявляют обвинение в браконьерстве, которым он занимался до того, как попасть на свадьбу, и собираются повесить. В последний момент в замок возвращается сам Бергов и казнь отменяется. До этого момента на пана была совершена засада со стороны тех же разбойников, которые напали на Индро и Птачека в начале истории. Договориться насчёт заключения союза против Сигизмунда не вышло, пока бандиты представляют угрозу и вносят смуту в местных владениях. Выясняется, что они засели в замке Небаков, после чего Бергов поручает героям провести штурм и окончательно разгромить врагов. Но по пути в замок войско пана попадает в засаду и оказывается полностью разбито.
Героев пленили в замке Небаков, где они встречают Иштвана Тота — одного из главных антагонистов первой части, который впоследствии сбегает из плена и возвращается к Бергову. Выясняется, что разбойниками командует Ян Жижка, один из главных сторонников Вацлава, в то время как Бергов оказался верным союзником Сигизмунда и не помышлял о том, чтобы предавать своего господина. После чего его войска осаждают Небаков и с помощью пушки «Перст Божий» им удаётся прорвать оборону и разгромить защитников крепости. Героев берут в плен, Птачека забирают для выкупа, остальных пытают в Тросках и узнают, что один из главных сторонников Вацлава, Ян Люксембург, скрывается в городе Куттенберг. Иштван Тот поручает своему оруженосцу Эрику последовать за ним и предупредить Сигизмунда о предстоящем сговоре. Индро, Жижку и Богуту из темницы спасает Катерина, после чего они сбегают из замка через потайной подземный ход. Попутно Индро смог убить Тота и вернуть отцовский меч.
Дальнейшие действия игры переносятся в окрестности Куттенберга — второго по размерам города в Богемии, куда и отправился Индро со своими новообретенными союзниками. Там он продолжает помогать Жижке и Йосту Моравскому набирать сторонников в намечающейся борьбе с Сигизмундом. Кроме того, Индро освобождает Птачека из плена Бергова и уводит «Перст Божий» из военного лагеря Сигизмунда. Триумфом становится ограбление монетного двора и освобождение лояльных Вацлаву панов. Однако в конечном итоге героям приходится отступить в Сухдол, после того как всё вскрылось и начали подходить воины Сигизмунда.
Спустя некоторое время пражские войска взяли Сухдол в осаду. Защитникам крепости пришлось отправить Индро за подкреплением под покровом ночи. Также ему удаётся (по инициативе игрока) попасть во вражеский лагерь и отомстить за родителей, убив командующего Маркварта фон Аулитца, под руководством которого была сожжена Скалица.
После прибытия подмоги осада была снята, а пражское войско разгромлено. На фоне массовых неудач Сигизмунду пришлось покинуть страну и уехать в Венгрию. Несмотря на то, что в процессе штурма Сухдола пражанам удалось изъять серебро, у панов теплилась надежда, что это не помешает в конечном итоге освободить Вацлава и вернуть ему престол. Дальнейшая судьба Индржиха зависит от сделанных игроком выборов и принятых решений. «Всё только начинается» — сказал ему отец в напутствие.

## Разработка и выпуск
Игра разработана на движке CryEngine. В создании приняло участие более 250 человек. Как и первая игра, Deliverance II воспроизводит географию реальных областей Чехии, в том числе заповедника Чешский рай и города Кутна-Гора. По словам Даниэля Вавры, решение включать в игру ту часть территории Чешского рая, куда в реальном мире посторонним вход запрещён, было принято не без колебаний. Успех первой Kingdom Come привлёк в реальные места, показанные в игре, множество туристов, и можно было ожидать, что игроки будут пробираться и в заповедник: «местные защитники природы меня возненавидят». Яна Новак, работавшая в Warhorse Studios более 10 лет и следившая за соответствием истории, подчеркнула, что могла лишь консультировать разработчиков, окончательное решение оставалось за ними. Например, присутствуют головные уборы, закрывающие волосы у некоторых женщин, но в ряде случаев часто приходилось идти на компромисс. Первым фактором являлись технические ограничения, невозможность убедиться в правильности всего, вторым — геймплей, когда одежда персонажей отражает их статус и богатство, третьим — адаптация контента под современную аудиторию и ожидания от игры, речь идёт о чрезмерной анахронизации мира и погоне за историческим «реализмом» в ущерб удовольствию. При этом историки иногда вынуждены полагаться на интерпретацию источников — на догадки, основанные на отдельных упоминаниях или сценах и сравнениях, что особенно актуально в изучении повседневной жизни бедного населения, которое стало объектом внимания художников и летописцев много лет спустя. Очевидной проблемой выступает речь, основанная на средневековом диалекте чешского языка, смешанного с немецким, которая затруднит понимание для большинства игроков. По словам Новак, сюжет с точки зрения реализма имеет 1 из 10 баллов. Биография Индржиха больше связана с легендами и сказками, чем с тем, как могла бы сложиться судьба сына кузнеца. Кроме того, сложно ожидать, что людям будет интересна участь «типичного» крестьянина — без эпических сражений, масштабных событий и возможности встретиться с известными историческими личностями. Таким образом говорить о «реалистичности» Kingdom Come: Deliverance II совершенно некорректно. Желающим узнать больше про Богемию XV века Вавра рекомендовал прочитать «Гуситскую трилогию» Анджея Сапковского, где сочетаются фантастические элементы и действительность. В интервью чешскому подкасту Insider он признался, что активно сотрудничал с консультантами по вопросам меньшинств и религии, чтобы избежать повторения проблем с первой частью, получившей критику СМИ за «отсутствие разнообразия» и антирелигиозность; на ситуацию также повлияли осуждения Вавры в его соцсетях, вроде «правого трамписта». Учитывая обстоятельства, было приглашено более 10 специалистов, в том числе по африканской и еврейской культуре. В 2025 году создатель считает себя центристом и избегает радикальных оценок.
Анонс игры состоялся 18 апреля 2024 года в рамках трансляции разработчиков. Первоначально предполагалось, что проект будет выпущен в 2024 году, но затем дата была перенесена на 11 февраля 2025 года, а потом — на 4 февраля того же года. Поскольку релиз состоялся до Assassin’s Creed Shadows, которая планировалась к выпуску 14 февраля (позже было подтверждено, что именно это являлось причиной переноса, чтобы избежать конкуренции на платформах), Даниэль Вавра выразил обеспокоенность и поинтересовался, «сможет ли небольшая компания с хардкорными олдскульными RPG конкурировать с корпоративным продуктом для современной аудитории». Он заявил, что в Kingdom Come: Deliverance II количество катсцен почти такое же, как в Death Stranding, при этом бюджет составляет в пять раз меньше — миллиард крон (40 миллионов долларов). Глава студии отметил работу кинематографической команды под руководством Петра Пекаржа, особенно с учётом имевшихся финансовых средств. В кадрах присутствуют десятки лошадей и большое количество людей с лицевой анимацией. Даниэль Вавра принимал активное участие в создании видео, был педантичен и очень требователен к сотрудникам, потому что хотел добиться наилучшего результата. Еженедельно проводился просмотр катсцен с тщательной проверкой, в ходе которой начальник давал различные задания по улучшению графики. Последний год разработки был для Вавры тяжёлым, из-за стресса начались серьёзные проблемы со здоровьем, поэтому он посчитал, что «нужно немного сбавить обороты» и для будущих проектов в целях экономии времени и сил использовать искусственный интеллект.
Игра не выйдет в Саудовской Аравии из-за наличия сексуальных ЛГБТ-эпизодов. На вопрос по поводу третьей части или новых проектов PR-менеджер Тобиас Штольц-Цвиллинг в интервью Tech4Gamers 3 марта 2025 года ответил, что будущее покажет, а в данный момент разработчики сосредоточены только на Kingdom Come: Deliverance II и его дополнениях. Что касается низких затрат, это результат эффективной работы, «а не бездумные траты на агентства». Как правило, в Чехии производить дешевле, чем, например, в США. На написание сценария ушло 6—7 лет. В студии не делали прогнозов на высокие продажи в первую неделю после выпуска и были осторожны с оптимизмом. Также создатели работают над Kingdom Come: Deliverance Live, где расширят игровые возможности в реальном мире. 13 марта 2025 года игра получила обновление, где были доработаны боевые механики, улучшены анимации и поведение персонажей, оптимизирована производительность, исправлены сотни ошибок, сбалансирован прогресс, а также добавлена официальная поддержка пользовательских модификаций. 19 марта 2025 года чешские компании сообщили сайту The Gamer, что наблюдали увеличение количества туристов после выхода игры, либо ожидают более высоких показателей с началом сезона, который начинается в апреле. Кроме того, отмечалось, что возрос интерес к таким историческим местам, как Кутна-Гора, где при содействии городских властей разрабатывается тур под названием «Путешествие Kingdom Come — по следам Индржиха из Скалицы», руины замка Троски, крепость Малешов и окрестности. 28 марта 2025 года в продажу поступила дополнительная миссия «Львиная грива», которая ранее была доступна по предзаказу. Наградой за прохождение являются доспехи и оружие легендарного рыцаря Брунцвика, а также броня с гербом Богемии для коня. 15 апреля 2025 года был добавлен хардкорный режим, подразумевающий высшую сложность прохождения, ориентацию по Солнцу и звёздам, отсутствие быстрого перемещения, интерфейса во время боя, а также наличие трёх обязательных отрицательных характеристик. Мартин Клима, сооснователь и исполнительный продюсер Warhorse Studios, рассказал, что при разработке пришлось отказаться от 75 функций, 35 миссий и 15 % карты Кутна-Горы и окрестностей. В числе прочего были вырезаны изначально закрытые городские ворота, захват заложников с целью шантажа Сигизмунда, записи главного героя в роли барда, карма Индржиха, проявлявшаяся во сне, одежда для толстых людей, а также дети, которых игроки могли бы массово убивать, что авторы сочли недопустимым с этической точки зрения. Но после релиза вернулись конные скачки. 14 мая 2025 года мэр Кутна-Горы вручил коллекционное издание Kingdom Come: Deliverance II премьер-министру Чехии Петру Фиале. Первое дополнение Brushes With Death («Смертельное искусство») вышло 15 мая 2025 года и посвящено художнику Войте, прошлое которого должен раскрыть Индржих. Кроме того, были добавлены конные скачки. Второе дополнение Legacy of the Forge («Наследие кузницы») позволит игрокам восстановить кузницу в Кутна-Горе и стать мастером. Третье — Mysteria Ecclesiae («Церковная тайна») откроет доступ к новому региону, где можно исследовать тайны древнего монастыря.
Фильм Kingdom Come: Deliverance II, режиссёрами которого выступили Даниэль Вавра и Петр Пекарж, 9 и 12 июля 2025 года получил специальный показ на 59 международном кинофестивале в Карловых Варах.

## Критика
| Сводный рейтинг       | Сводный рейтинг                        |
| Агрегатор             | Оценка                                 |
| --------------------- | -------------------------------------- |
| Metacritic            | 89/100 (PC) 88/100 (PS5) 88/100 (XBXS) |
| OpenCritic            | 89/100                                 |
| «Критиканство»        | 89/100                                 |
| Иноязычные издания    |                                        |
| Издание               | Оценка                                 |
| 4Players              | 8,5/10                                 |
| Destructoid           | 9,5/10                                 |
| Edge                  | 8/10                                   |
| Eurogamer             | [ 41 ]                                 |
| Game Informer         | 9,5/10                                 |
| GameSpot              | 9/10                                   |
| GamesRadar+           | [ 44 ]                                 |
| GameStar              | 90/100                                 |
| Hardcore Gamer        | 4,5/5                                  |
| IGN                   | 9/10                                   |
| Jeuxvideo.com         | 16/20                                  |
| PCGamesN              | 9/10                                   |
| PC Gamer (US)         | 90/100                                 |
| Push Square           | 10/10                                  |
| Shacknews             | 9/10                                   |
| The Guardian          | [ 53 ]                                 |
| VG247                 | [ 54 ]                                 |
| VideoGamer            | 7/10                                   |
| Video Games Chronicle | [ 56 ]                                 |
| Русскоязычные издания |                                        |
| Издание               | Оценка                                 |
| 3DNews                | 10/10                                  |
| GameMAG.ru            | 9/10                                   |
| GoHa.Ru               | «Эпично»                               |
| PlayGround.ru         | 9,5/10                                 |
| Riot Pixels           | 78 %                                   |
| StopGame.ru           | «Изумительно»                          |
| «Игромания»           | 9/10                                   |
| «НИМ»                 | 8,6/10                                 |

Игра получила преимущественно положительные оценки согласно сайтам Metacritic и OpenCritic. Рецензенты выделили открытый мир, свободное прохождение, ролевые системы, сюжет с запоминающимися персонажами, а также качество игры. К минусам отнесены жёсткий геймплей, засилье средневековых штампов, неудобные, хотя и улучшенные сражения от первого лица, ограничения сохранений, долгие загрузки и вылеты на консолях. Критики согласны в том, что Kingdom Come: Deliverance II стала эволюцией идей первой части: неспешной и местами утомительной.
Джошуа Уоленс из PC Gamer сравнил Kingdom Come: Deliverance II с другими «системно сложными» играми, такими как The Elder Scrolls III: Morrowind, отметив, что это «невероятно амбициозный и своеобразный проект, который каким-то образом оправдывает свою амбициозность и своеобразие». Уоленс похвалил игру за разнообразие сюжетных линий и занятий, позволяющих игроку выступать в роли солдата, шпиона, игрока или кузнеца. Илья Якимкин из VGTimes назвал Kingdom Come: Deliverance II не просто образцовым сиквелом, а феноменом, способным вернуть веру в ролевые игры от первого лица. Он также сравнил игру с последними проектами Bethesda Softworks и отметил, что Warhorse Studios задала новый стандарт для будущих проектов в этом жанре.
Команда Digital Foundry, специализирующаяся на техническом анализе компьютерных игр и сопутствующего оборудования, в ходе тестирования отметила, что Kingdom Come: Deliverance II — полноценная и отполированная игра в духе старой школы в лучшем смысле этого слова. Одной из возможных причин успеха является выбор движка CryEngine с использованием DirectX 12, благодаря чему отсутствуют серьёзные проблемы с оптимизацией, такие как зависание при компиляции шейдеров и падение частоты кадров в открытом мире и локациях с большим количеством неигровых персонажей, что характерно для проектов на Unreal Engine, например, Avowed. Кроме того, положительно оценены продвинутый режим глобального освещения, проработка теней и 3D-геометрии, обеспечивающая реалистичную цветопередачу и в целом приятную картину в различных сценах. Однако среди недостатков отмечены устаревшая физика взаимодействия с водой (сравнимая с Crysis 2), недоработанные анимации и поведение растительности, схожие с тем, что наблюдалось в Crysis 3, а также ограничение частоты кадров до 30 в кат-сценах.
Даниэль Вавра ответил на обвинения в «воукизме» тем, что разработчики никого не принуждали совершать определённые действия, например, вступать в нетрадиционные отношения, присутствовавшие в первой части, поскольку персонажи знают о запретных грехах. Муса из Мали, вызвавший споры, прибыл в Богемию вместе с армией короля Сигизмунда, с которым познакомился при дворе султана Баязида. По словам руководителя, это соответствует моральным и социальным нормам Богемии 1403 года и призвано создать интересную историю, а не привлечь «современную аудиторию»; Warhorse Studios не приветствует неконструктивную критику со стороны людей, которые не проходили игры компании. Вавра также опечален ненавистью, причиняющей вред любому делу. Он сообщил, что предварительные заказы не упали из-за негативной реакции, хотя был недоволен тем, что рейтинг на Metacritic опустился ниже 90 баллов. С его позиции, критические обзоры важны в первые дни, потому что люди смотрят на эти цифры и решают, будут ли они покупать игру. Тобиас Штольц-Цвиллинг был непреклонен, сказав, что никакой «повестки» нет, создателей втягивают в чужую культурную войну, они пытались «сделать классную компьютерную игру», «всё, что мы туда добавили, было дважды и трижды проверено» c экспертизой штатного историка Яны Новак (она консультировала и первую часть). Касательно претензий в DEI, Штольц-Цвиллинг добавил, что по понятным причинам это утомительно и в идеальном варианте сотрудники хотели бы вообще не связываться с подобными столкновениями. Разработчиков поздравили и поблагодарили за вклад в культуру страны чешские политики, в числе которых министр по европейским делам Мартин Дворжак и заместитель министра иностранных дел Эдуард Гулициус. Вавра не принял слова председателя Палаты депутатов Маркеты Пекаровой Адамовой, потому что последние несколько лет она и её команда оскорбляли его и называли российским коллаборационистом. Он предупредил: «Не паразитируйте на том, к чему вы не имеете никакого отношения». Актёры Люк Дейл и Том Маккей в интервью BBC обратили внимание, что если на первую часть была ответная реакция со стороны левых, то теперь негатив исходил от правых. Жалобы поступали от «нерепрезентативного меньшинства», что указывало на разрыв между взаимодействием в сети и реальном мире. С позиции Дейла, настоящие фанаты не беспокоятся о таких вещах. Критики же вовлечены в политику и используют подобные темы как оружие, но они не обязательно увлечены играми.

## Продажи
За первый день после выпуска было продано более одного миллиона копий Kingdom Come: Deliverance II. Вавра в интервью чешскому изданию Seznam Zprávy сообщил, что игра за день выхода полностью окупила все затраты на разработку и начала приносить прибыль. Несмотря на то, что Kingdom Come: Deliverance II официально не издаётся в России, версия на PlayStation 5 возглавила топ-10 продаж дисков в магазинах 8—9 февраля 2025 года. Также игра заняла первое место среди 20 самых продаваемых игр в Великобритании со 2 по 8 февраля 2025 года. Но в Японии в период 3—9 февраля 2025 года у версии на PlayStation 5 было только 4 место в топ-10. 13 февраля 2025 года Embracer Group в пресс-релизе подчеркнула, что Kingdom Come: Deliverance II изначально была успешной, тираж быстро приближается к 2 миллионам, особо выделяются высокие показатели в Steam с более 250 тысяч игроков одновременно. Компания твёрдо убеждена, что игра продолжит приносить существенные доходы в ближайшие годы, поскольку у Warhorse Studios есть надёжный план, включая обновления и контент на следующие 12 месяцев. За две недели с момента релиза было продано свыше двух миллионов копий. 4 мая 2025 года Warhorse Studios сообщила, что тираж превысил три миллиона копий.